# Roricon
Roricon  né à au XIe siècle - mort en 1091 à Amiens fut un prélat français, évêque d'Amiens.

## Biographie
Roricon était chanoine du chapitre cathédral d'Amiens, en 1079, lorsque son prédécesseur Raoul, renonça à sa charge. En 1080, il assista au concile de Meaux lors duquel Arnoul fut fait évêque de Soissons.
En 1081, le pape Grégoire VII le chargea avec Gérard de Cambrai et Vutbad de Noyon de rencontrer Robert le Frison, comte de Flandre, pour qu'il cessât de soutenir Lambert de Bailleul, évêque de Thérouanne, non élu, simoniaque et violent qui fut excommunié lors du concile de Meaux, le 26 octobre en 1082.
En 1085, au concile de Compiègne, Roricon, établit une communauté de chanoines réguliers suivant la règle de saint Augustin à Saint-Acheul, faubourg d'Amiens où étaient situées les tombes supposées de Firmin d'Amiens, Firmin le Confesseur, Acheul et Ache.
Il mourut en 1091 vraisemblablement à Amiens.